# Vila do Bispo e Raposeira
Vila do Bispo e Raposeira es una freguesia portuguesa del municipio de Vila do Bispo, distrito de Faro.

## Historia
Fue creada el 28 de enero de 2013 en aplicación de una resolución de la Asamblea de la República de Portugal promulgada el 16 de enero de 2013 con la unión de las freguesias de Raposeira y Vila do Bispo, pasando su sede a estar situada en la antigua freguesia de Mondongo.

## Demografía
| Gráfica de evolución demográfica de Vila do Bispo e Raposeira entre 2011 y 2021 |
|                                                                                 |
| Datos según el nomenclátor publicado por el INE portugués.                      |